# Església del Sagrat Cor (les Peces)
Església del Sagrat Cor és un temple del poble de les Peces, al municipi d'Albinyana inclòs en l'Inventari del Patrimoni Arquitectònic de Catalunya.

## Descripció
La façana és composta per un cos quadrangular i per una torre adossada a la dreta. El campanar, de poca alçada, és una torre vuitavada feta de paredat, amb quatre finestres d'arc de mig punt on es troben dues campanes. La façana, arrebossada i pintada, presenta una portalada d'arc escarser, una rosassa, un rellotge i és rematada per unes motllures.

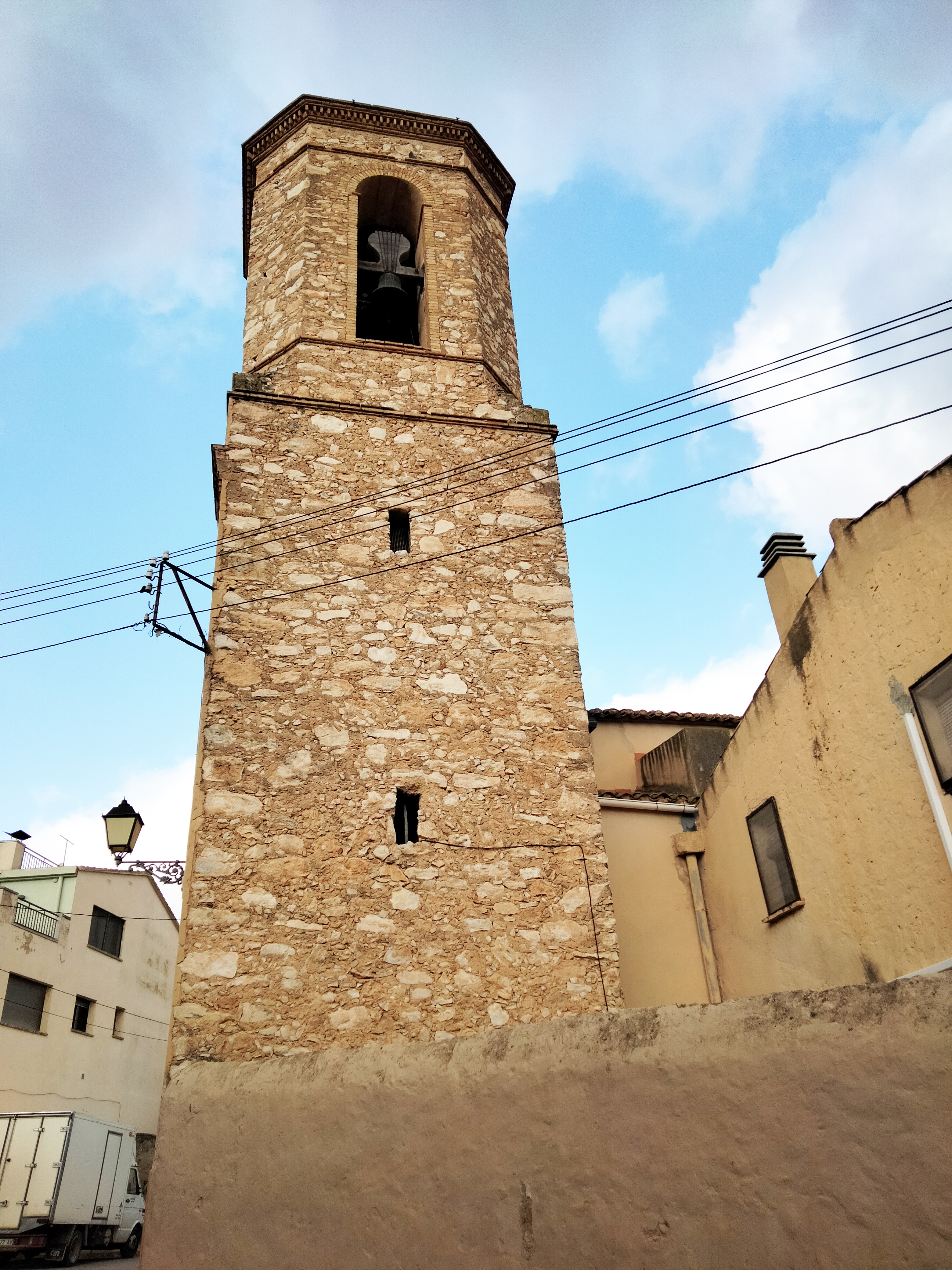
Campanar

L'interior presenta una nau central amb capelles laterals d'arc de mig punt. La coberta és de volta de canó. L'absis és decorat amb una gran conquilla. Als peus de l'església es troba el cor, sostingut per un arc carpanell, i el cancell.

## Història
L'església fou construcció en 1880, segons la inscripció que hi ha damunt la porta d'entrada. En un principi, fou una capella de la parròquia d'Albinyana, a principis de segle, de tendència parroquial, i avui dia gaudeix d'independència administrativa. Recentment s'ha commemorat el seu centenari sota la presidència del bisbe.